# Jevaughn Minzie
Jevaughn Minzie (ur. 20 lipca 1995) – jamajski lekkoatleta specjalizujący się w biegach sprinterskich.
W 2012 na mistrzostwach Ameryki Środkowej i Karaibów juniorów młodszych zdobył złoto w biegu sztafetowym 4 x 100 metrów oraz w biegu na 100 metrów i srebro w biegu na 200 metrów. Podczas mistrzostw świata juniorów w 2012 wraz z kolegami z reprezentacji zdobył srebrny medal w biegu rozstawnym 4 x 100 metrów. Srebrny medalista mistrzostw panamerykańskich juniorów w sztafecie 4 x 100 metrów (2013). W 2014 zdobył brąz w biegu rozstawnym podczas juniorskich mistrzostw świata w Eugene. Na igrzyskach olimpijskich w Rio de Janeiro (2016) wywalczył złoty medal w sztafecie 4 x 100 metrów.
Medalista CARIFTA Games.
Rekordy życiowe: bieg na 100 metrów – 10,16 (28 marca 2014, Kingston); bieg na 200 metrów – 20,37 (27 marca 2014, Kingston).